# Ipang
Ipang, echte naam Irfan Fahri Lazuardy (6 januari 1972), is de zanger van de Indonesische band BIP. Hij volgde in 2004 Irang Perdana Arkad op. Voordat hij bij BIP zong, was hij zanger van de band Plastik. Nadat hij uit de band stapte, begon hij een solocarrière in een toentertijd nieuw genre, triphop. Met de toevoeging van Ipang aan de bezetting van BIP wisselde de band ook van platenmaatschappij, van EMI naar Forte Record, waarna het het album Udara Segar ('frisse lucht') uitbrachten.
In 2008 nam Ipang met zangeres Dewiq, de vrouw van BIP-gitarist Pay Siburian, een duet op, genaamd 'Be Te' (=B.T., "bad temper"). Daarnaast zong Ipang in dat jaar Sahabat Kecil (Kleine vriend) voor de soundtrack van de film Laskar Pelangi en het jaar daarop twee liederen op de soundtrack van Sang Pemimpi, namelijk Apatis (Apathisch) en Teruslah Bermimpi (Blijf dromen). In 2010 zong hij een duet met K'naan, getiteld Semangat Berkibar.

## Bron
1. ↑  Ipang goes solo with a switch to triphop, The Jakarta Post, 4 augustus 2002